# Sainte-Foi
Sainte-Foi é uma comuna francesa na região administrativa de Occitânia, no departamento de Ariège. Estende-se por uma área de 2,41 km². Em 2010 a comuna tinha 27 habitantes (densidade: 11,2 hab./km²).